# Exit (Unix)
Az exit parancs sok operációs rendszer shell- és scriptprogramozásában használatos. A parancs hatására bezáródik a shellprogram. Ha egy interaktív shell parancsként van használva, akkor a felhasználó kilép az aktuális session-ből, és/vagy a felhasználó az aktuális terminálról lekapcsolódik. Egy opciója lehet, egy egész érték, amelyet a szülőfolyamat kap vissza. Az sh, ksh, bash, Perl, awk, PHP, TCL és más script nyelvek tartalmazzák ezt a parancsot.